# Pavol Viboch
Pavol Viboch též Pavel Viboch nebo Pavol Vyboch (7. dubna 1896 Zvolen – 29. května 1981 North Miami), byl slovenský a československý politik, člen protinacistického odboje a poválečný poslanec Prozatímního Národního shromáždění a Ústavodárného Národního shromáždění za Demokratickou stranu. Po roce 1948 žil v exilu.

## Biografie
Absolvoval obchodní akademii. V letech 1925–1929 pracoval jako úředník okresní nemocenské pojišťovny v Rožňavě. Od roku 1925 byl členem Československé sociálně demokratické strany dělnické, přičemž v letech 1929–1938 působil jako organizační tajemník jejího slovenského zemského výkonného výboru. V letech 1939–1940 se podílel na domácím odboji a v období leden - prosinec 1940 byl vězněn. Po propuštění emigroval. V roce 1941 se stal členem československé vojenské jednotky na Blízkém východě, v letech 1942-1945 pobýval v Londýně jako člen Státní rady československé a redaktor československého vysílání BBC. V roce 1944 nesouhlasil se sloučením slovenských sociálních demokratů s Komunistickou stranou Slovenska a v roce 1945 proto vstoupil do Demokratické strany.
V letech 1945–1946 byl poslancem Prozatímního Národního shromáždění za Demokratickou stranu, kde setrval do parlamentních voleb v roce 1946. Pak se stal členem Ústavodárného Národního shromáždění, kde zastupoval Demokratickou stranu. V parlamentu setrval formálně do parlamentních voleb v roce 1948. V letech 1945–1948 byl tajemníkem ústředního vedení Demokratické strany.
Po únorovém převratu emigroval do Velké Británie. V roce 1949 se stal členem oblastního zastupitelstva Rady svobodného Československa v Londýně a podílel se na aktivitách exilových sociálních demokratů a slovenských demokratů. V letech 1951–1952 byl redaktorem a hlasatelem československého vysílání stanice Svobodná Evropa v Mnichově. V roce 1952 se přestěhoval do USA.